# Lucio Gullo
Lucio Gullo (ur. 23 sierpnia 1936 w Spezzano Albanese, zm. 29 października 2009 w Bolonii) – włoski lekarz, gastroenterolog, profesor medycyny.

## Kariera naukowa
Lucio Gullo ukończył studia na Uniwersytecie Bolońskim, z którym był związany przez cały okres pracy zawodowej uzyskując najwyższy stopień naukowy profesora zwyczajnego (Professore Ordinario) Uniwersytetu Bolońskiego oraz kierownika Instytutu Medycyny Wewnętrznej w szpitalu Sant'Orsola. Był autorem ponad 500 publikacji i jednym z fundatorów i współzałożycieli czasopisma medycznego Pancreas
Lucio Gullo jako pierwszy opisał w 1996 roku zespół łagodnej hiperenzynemii trzustkowej, noszący również jego nazwisko (zespół Gullo). Opracował również test przedłużonej stymulacji maksymalnymi dawkami sekretyny i ceruleiny stosowany w diagnostyce niewydolności trzustki. 

## Życie prywatne
Lucio Gullo miał żona Luisę i jedną córkę Annalisę. 